# 김영준 (1900년)
김영준(金英俊, 일본식 이름: 金谷英俊, 1900년 4월 12일 ~ 1948년 10월 23일)은 일제강점기의 기업인으로, 본적은 전라남도 여수군 여수읍이며 경상남도 진주군 출신이다.

## 생애
1923년 일본으로 건너간 뒤 고베시에 있는 와타나베 고무공업소에서 직원으로 근무했다. 1926년 조선으로 귀국한 뒤 부산에서 와타나베 고무공장을 설립했으며 1933년 4월 10일 전라남도 여수에 설립된 기업인 천일고무(天一護謨, 천일호모)합자회사 사장을 역임했다. 1936년 12월 30일 여수자동차주식회사 감사역을 역임했고 1937년 1월 1일 천일고무합자회사를 주식회사로 전환하면서 설립된 천일고무주식회사 사장을 역임했다.
1938년 10월 조선방공협회 전라남도 여수지부 평의원을 역임했으며 1939년 5월 전라북도 이리공회당 건축비로 5,000원을 기부했다. 1939년 5월 20일 전라남도 여수군 여수읍 읍회위원으로 선출되었고 1939년 6월 20일 전라남도 여수군 사립 미평(美坪)소학교에 50,000여 원 상당의 부지를 기부했다. 1939년 10월 조선고무공업조합주식회사 이사로 취임했으며 1939년 11월 18일 전라남도 여수면포(麗水綿布)주식회사 사장을 역임했다.
1940년 1월 31일 전라남도 임금위원회 위원으로 임명되었으며 1940년 3월 6일 전라북도 이리공업학교에 5,000원을 기부했다. 1940년 4월 전라남도 광주보호관찰소 촉탁보호사로 임명되었고 1940년 11월 일본 기원 2600년 축전에 초대받은 것을 계기로 일본 정부로부터 기원 2600년 축전 기념장을 받았다. 1940년 12월 27일 조선고무화판매통제주식회사 취체역을 역임했으며 1941년 5월 10일 전라남도 도회의원으로 선출되었다.
1941년 5월 여수상공회의소 의원, 1941년 6월 여수상공회의소 회두로 각각 선임되었고 1941년 7월 방공통신용 경찰전용전화 가설비로 10,000원을 헌납했다. 1941년 9월 조선임전보국단 전라남도 발기인으로 참여했으며 1942년 1월 14일 군용기 '여수 김영준호(麗水 金英俊號)' 구입비 53,000원을 조선군 애국부에 헌납했다. 1942년 6월 24일 흥아(興亞)고무공업주식회사 취체역, 1942년 8월 4일 전라남도 여수부동산주식회사 취체역을 역임했으며 1942년 9월 방공통신용 경찰전용전화 가설비를 기부한 공로로 일본 정부로부터 감수포장을 받았다. 이러한 경력으로 인해 민족문제연구소의 친일인명사전 수록자 명단의 경제 부문에 수록되었다.
1944년 9월 전라남도상공경제회 설립위원을 역임했으며 1945년 9월 10일 조선고무동업협회 남선(南鮮)대표 위원으로 선임되었다. 광복 이후에 전라남도 상공회의소 대표, 조선상공회의소 부회장, 천일(天一)산업주식회사 사장, 한국자동차(韓國自動車) 사장, 전라남도수산개발주식회사(全南水產開發株式會社) 사장 등을 역임하는 한편 천일고무 부산공장과 이리공장 경영에도 참여했다. 그 밖에 대한독립촉성국민회 여수군지부장, 한국민주당 여수군지부 위원장, 전라남도상공회의소 회장, 여수상공회의소 회장 등을 역임했다.

## 참고자료
- 민족문제연구소 (2009). 〈김영준 (1)〉. 《친일인명사전 1 (ㄱ ~ ㅂ)》. 서울. 491 ~ 492쪽.